# Ракари
Ракари (рум. Răcari) — город в Румынии в составе жудеца Дымбовица.
Административно городу подчинены такие села (данные о населении за 2002 год):
- Беленешти (210 человек)
- Герганы (804 человека)
- Гимпаць (869 человек)
- Колака (1045 человек)
- Мавродин (1053 человека)
- Себиешти (524 человека)
- Стенешти (222 человека)

Город расположен в исторической области Мунтения или Великая Валахия на расстоянии 35 км к юго-западу от Бухареста, 40 км к юго-востоку от Тырговиште, 115 км к югу от Брашова .
Население на 20 октября 2011 года составляло 6930 жителей.

## История
Впервые упоминается в документе 1725 года. До 1911 года носил название Подул Барбиерулуй.

## Экономика
Основными отраслями промышленности являются сельское хозяйство, обработка металлов и дерева, а также текстильное производство.

## Персоналии
В 1897 году здесь умер Ион Гика, премьер-министр Объединённого княжества Валахии и Молдавии, президент Румынской академии.